# Ann Bishop
Ann Bishop (19 de desembre de 1899-7 de maig de 1990), va ser una biòloga que es va especialitzar en protozoologIa i parasitologia. La seva obra més coneguda és un estudi complet del Plasmodi, el paràsit de la malària, i la recerca de diverses quimioteràpies per a la malaltia.
Més tard va estudiar la farmacorresistència del paràsit, recerca que va resultar valuosa per a l'exèrcit britànic en la Segona Guerra Mundial. Va descobrir el potencial de resistència creuada en els paràsits durant aquest mateix període. Bishop també va descobrir el protozou Pseudotrichomonas keilini i va treballar amb Aedes aegypti com a part de la seva recerca sobre la malaltia.

## Honors
Triada membre de la Royal Society el 1959, va ser la fundadora de la Societat Britànica de Parasitologia.

## Algunes publicacions
- Bishop, Ann (1923). Bishop, Ann «Some observations upon Spirostomum ambiguum (Ehrenberg)». Quarterly J. of the Microscopical Society, 67, 1923, pàg. 391–434.
- Bishop, Ann (1927). Bishop, Ann «The cytoplasmic structures of Spirostomum ambiguum (Ehrenberg)». Quarterly J. of the Microscopical Society, 71, 1927, pàg. 147–172.
- Laidlaw, P. P.; Dobell, Clifford; Bishop, Ann (1928). Laidlaw, P. P.; Dobell, Clifford; Bishop, Ann «Further experiments on the action of emetine in cultures of Entamoeba histolytica». Parasitology, 20, 2, 1928, pàg. 207–220. DOI: 10.1017/S0031182000011604.
- Bishop, Ann; Dobell, Clifford (1929). Bishop, Ann; Dobell, Clifford «Researches on the intestinal protozoa of monkeys and man. III: The action of emetine on natural amoebic infections in Macaques». Parasitology, 21, 4, 1929, pàg. 446–468. DOI: 10.1017/S0031182000029334.
- Bishop, Ann (1929). Bishop, Ann «Experiments on the action of emetine in cultures of Entamoeba coli». Parasitology, 21, 4, 1929, pàg. 481–486. DOI: 10.1017/S003118200002936X.
- Bishop, Ann (1931). Bishop, Ann «The morphology and division of Trichomonas». Parasitology, 23, 2, 1931, pàg. 129–156. DOI: 10.1017/S0031182000013524.
- Bishop, Ann (1938). Bishop, Ann «Histomonas meleagridis in domestic fowls (Gallus gallus). Cultivation and experimental infection». Parasitology, 30, 2, 1938, pàg. 181–194. DOI: 10.1017/S0031182000025749.
- Bishop, Ann (1942). Bishop, Ann «Chemotherapy and avian malaria». Parasitology, 34, 1, 1942, pàg. 1–54. DOI: 10.1017/S0031182000015985.
- Bishop, Ann; Gilchrist, Barbara M. (1946). Bishop, Ann; Gilchrist, Barbara M. «Experiments upon the feeding of Aëdes aegypti through animal membranes with a view to applying this method to the chemotherapy of malaria». Parasitology, 37, 1–2, 1946. DOI: 10.1017/S0031182000013202.
- Bishop, Ann; Birkett, Betty (1947). Bishop, Ann; Birkett, Betty «Acquired resistance to paludrine in Plasmodium gallinaceum». Nature, 159, 4052, 1947, pàg. 884. DOI: 10.1038/159884a0.
- Bishop, Ann; Birkett, Betty (1948). Bishop, Ann; Birkett, Betty «Drug-resistance in Plasmodium gallinaceum, and the persistence of paludrine-resistance after mosquito transmission». Parasitology, 39, 1–2, 1948, pàg. 125–137. DOI: 10.1017/S0031182000083657.
- Bishop, Ann; McConnachie, Elspeth W. (1948). Bishop, Ann; McConnachie, Elspeth W. «Resistance to sulphadiazine and ‘paludrine’ in the malaria parasite of the fowl (p. Gallinaceum)». Nature, 162, 4118, 1948, pàg. 541–543. DOI: 10.1038/162541a0.
- Bishop, Ann; McConnachie, Elspeth W. (1950). Bishop, Ann; McConnachie, Elspeth W. «Sulphadiazine-resistance in Plasmodium gallinaceum and its relation to other antimalarial compounds». Parasitology, 40, 1–2, 1950, pàg. 163–174. DOI: 10.1017/S0031182000017996.
- Bishop, Ann (1955). Bishop, Ann «Problems concerned with gametogenesis in Haemosporidiidea, with particular reference to the genus Plasmodium». Parasitology, 45, 1–2, 1955, pàg. 163–185. DOI: 10.1017/S0031182000027542.
- Bishop, Ann; McConnachie, Elspeth W. (1956). Bishop, Ann; McConnachie, Elspeth W. «A study of the factors affecting the emergence of the gametocytes of Plasmodium gallinaceum from the erythrocytes and the exflagellation of the male gametocytes». Parasitology, 46, 1–2, 1956, pàg. 192–215. DOI: 10.1017/S0031182000026433.
- Bishop, Ann (1959). Bishop, Ann «Drug resistance in protozoa». Biological Rev., 34, 4, 1959, pàg. 334–500. DOI: 10.1111/j.1469-185X.1959.tb01317.x.